# Radsport bei den Spielen der kleinen Staaten von Europa
Radsport ist Bestandteil des zweijährlich stattfindenden Multisportereignisses Spiele der kleinen Staaten von Europa, bei dem Wettbewerbe in verschiedenen Sportarten organisiert werden. Der Radsport ist nicht in jedem Jahr auf der Veranstaltungsagenda. Die auszutragenden Radsportdisziplinen werden vom jeweils ausrichtenden Nationalen Olympischen Komitee und dem jeweiligen nationalen Radsportverband festgelegt.

## Geschichte
Die Spiele der kleinen Staaten von Europa im Radsport wurden 1985 zum ersten Mal in San Marino ausgetragen. Die Radsportwettbewerbe werden nach den Regeln der Union Cycliste International (UCI) veranstaltet. In den ersten Jahren wurden Straßenrennen veranstaltet und auf der Basis des Zieleinlaufes eine Mannschaftswertung ermittelt.
1999 wurde das Einzelzeitfahren bei den Spielen eingeführt. Im Bahnradsport fanden bisher keine Wettkämpfe statt. Das Mountainbikerennen wurde 2009 zum ersten Mal veranstaltet. Seit 2009 finden auch Wettbewerbe für Frauen statt.

## Austragungsorte und Radsportdisziplinen
- 1985 San Marino: Straßenrennen
- 1987 Monaco: keine Radsportwettbewerbe
- 1989 Nikosia, Zypern: Straßenrennen und Mannschaftswertung
- 1991 Andorra la Vella, Andorra: Straßenrennen und Mannschaftswertung
- 1993 Valletta, Malta: Straßenrennen und Mannschaftswertung
- 1995 Luxemburg (Stadt), Luxemburg: Straßenrennen und Mannschaftswertung
- 1997 Reykjavík, Island: keine Radsportwettbewerbe
- 1999 Vaduz, Liechtenstein: Straßenrennen und Mannschaftswertung
- 2001 San Marino: Straßenrennen und Mannschaftswertung
- 2003 Valletta, Malta: keine Radsportwettbewerbe
- 2005 Andorra la Vella, Andorra: Straßenrennen und Mannschaftswertung
- 2007 Monaco: keine Radsportwettbewerbe
- 2009 Nikosia, Zypern: Mountainbike (Männer und Frauen)
- 2011 Schaan, Ruggell, Liechtenstein: Straßenrennen, Einzelzeitfahren, Mountainbike
- 2013 Luxemburg: Straßenrennen, Einzelzeitfahren, Mountainbike
- 2015 Reykjavík, Island: keine Radsportwettbewerbe
- 2017 San Marino: Straßenrennen, Einzelzeitfahren, Mannschaftszeitfahren, Mountainbike
- 2019 Budva, Montenegro: keine Radsportwettbewerbe
- 2021 Andorra la Vella, Andorra: abgesagt wegen Corona-Pandemie
- 2023 Valletta, Malta: keine Radsportwettbewerbe
- 2025 Andorra la Vella, Andorra:

## Palmarès
| Jahr | Straßenrennen Männer | Mannschaftswertung | Straßenrennen Frauen | Einzelzeitfahren Männer  | Einzelzeitfahren Frauen   | Mannschaftszeitfahren Männer | Mannschaftszeitfahren Männer | Mountainbike Männer        | Mountainbike Frauen         |  |
| ---- | -------------------- | ------------------ | -------------------- | ------------------------ | ------------------------- | ---------------------------- | ---------------------------- | -------------------------- | --------------------------- |  |
| 1985 | Pascal Triebel       | -                  | -                    | -                        | -                         | -                            | -                            | -                          |                             |  |
| 1989 | Xavier Pérez         | Liechtenstein      | -                    | -                        | -                         | -                            | -                            | -                          |                             |  |
| 1991 | Pascal Meyers        | Luxemburg          | -                    | -                        | -                         | -                            | -                            | -                          |                             |  |
| 1993 | Marc Leyder          | Luxemburg          | -                    | -                        | -                         | -                            | -                            | -                          |                             |  |
| 1995 | Pascal Triebel       | Luxemburg          | -                    | -                        | -                         | -                            | -                            | -                          |                             |  |
| 1999 | Steve Fogen          | Luxemburg          | -                    | Christian Poos           | -                         | -                            | -                            | -                          | -                           |  |
| 2001 | Fränk Schleck        | Luxemburg          | -                    | Malta David Millar       | -                         | -                            | -                            | -                          |                             |  |
| 2005 | Dimitri Jiriakov     | Luxemburg          | -                    | Laurent Didier           | -                         | -                            | -                            | -                          |                             |  |
| 2009 | -                    | -                  | -                    | -                        | -                         | -                            | -                            | Zypern Marios Athanasiadis | San Marino Daniela Veronesi |  |
| 2011 | Bob Jungels          | -                  | Christine Majerus    | Bob Jungels              | -                         | -                            | -                            | Zypern Vassilis Adamou     | San Marino Daniela Veronesi |  |
| 2013 | Joël Zangerle        | -                  | Christine Majerus    | Stefan Küng              | Christine Majerus         | -                            | -                            | Christian Helmig           | Christine Majerus           |  |
| 2017 | Pit Leyder           | -                  | Elise Maes           | Zypern Andréas Miltiádis | Zypern Antri Christoforou | San Marino                   | Luxemburg                    | Søren Nissen               | Fabienne Schaus             |  |